# Graham Bonnet
Graham Bonnet (Skegness, 23 de dezembro de 1947) é um cantor e compositor britânico. Ele gravou e se apresentou como artista solo e como membro de várias bandas de hard rock e heavy metal, incluindo Rainbow, Michael Schenker Group, Alcatrazz e Impellitteri. O estilo de Bonnet é descrito como sendo um cruzamento entre Don Johnson em Miami Vice e James Dean. Ele também é conhecido por sua voz poderosa, mas que também é capaz de cantar melodias suaves. Seu canto foi notado como 'muito alto' por seus contemporâneos e por ele mesmo, e ele afirma ser um cantor autodidata sem 'disciplina para aulas'.